# جرج «گبی» هیز
جرج «گبی» هیز (انگلیسی: George "Gabby" Hayes؛ ۷ مهٔ ۱۸۸۵ – ۹ فوریهٔ ۱۹۶۹) بازیگر اهل ایالات متحده آمریکا بود. 
از فیلم‌هایی که او در آن نقش داشته است، می‌توان به در اکلاهمای سابق، برای اثبات بی‌گناهی و بوفالو بیل جوان اشاره‌کرد.